# Michèle Lindeperg
Pour les articles homonymes, voir Lindeperg.
Michèle Lindeperg, née le 20 septembre 1941 dans le 3e arrondissement de Lyon, est une femme politique française.

## Détail des fonctions et des mandats
Mandat parlementaire
- 19 juillet 1994 - 19 juillet 1999 : Députée européenne

Mandat local
- mars 1989 - juin 1995 : Conseillère municipale de Grigny